# David Freud, Baron Freud

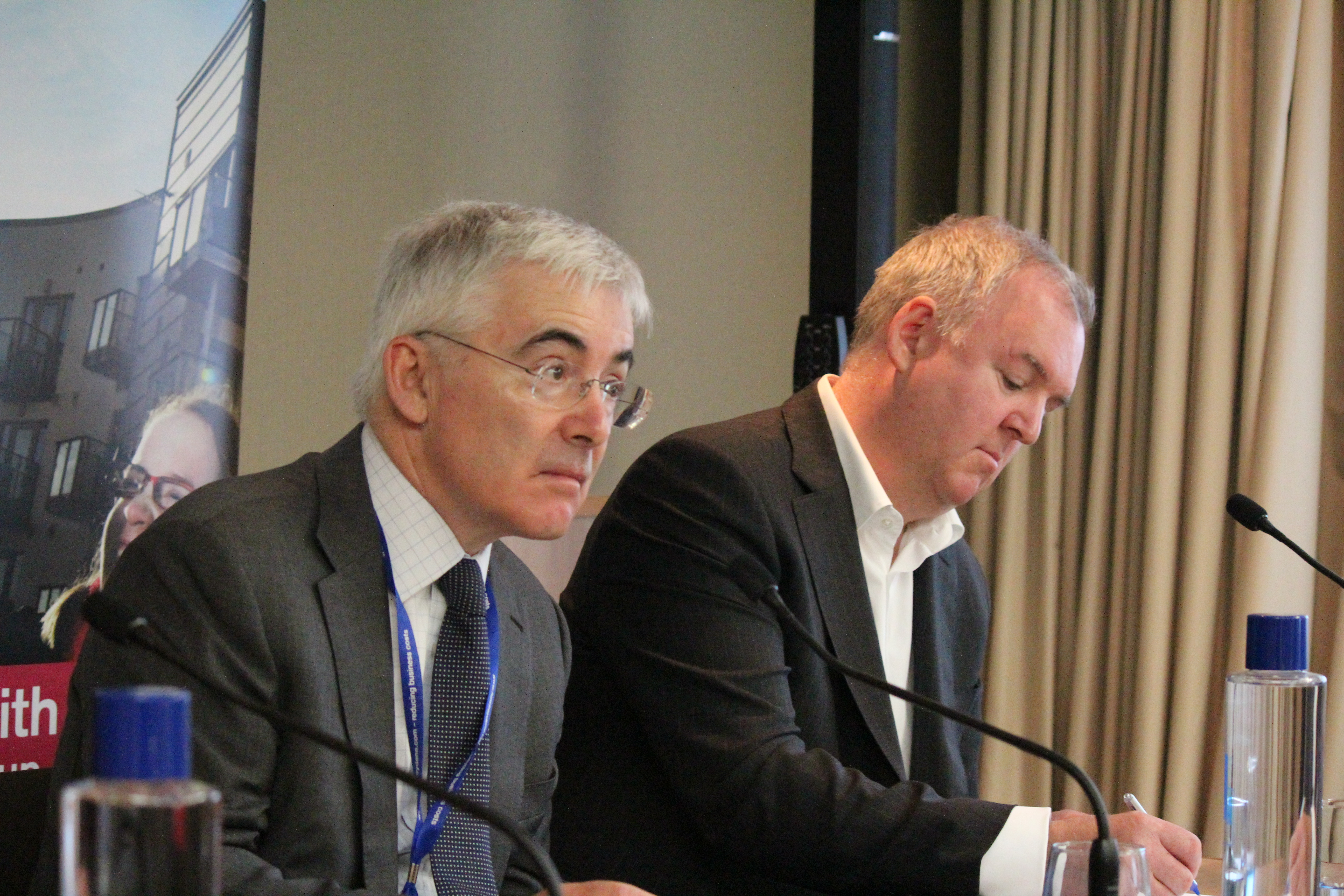
Lord Freud (links) und Mark Henderson, der CEO der Home Group, 2013

David Freud, Baron Freud (* 24. Juni 1950) ist ein britischer Politiker (Conservative Party), Journalist und Manager. Er ist ein Urenkel von Sigmund Freud und wurde am 27. Juni 2009 als Life Peer mit dem Titel Baron Freud, of Eastry in the County of Kent, ins House of Lords aufgenommen. Freud war stellvertretender Vorsitzender der Schweizer Großbank UBS. Im Februar 2009 wurde seine Aufnahme bei den Tories bekannt. Lord Freud war von 2009 bis 2010 als Schattenminister tätig. Er ist verheiratet und hat drei erwachsene Kinder.

## Karriere

### Journalismus
Nachdem Freud bei der Western Mail angefangen hatte, arbeitete er acht Jahre als Journalist bei der Financial Times.
2006 veröffentlichte Freud eine autobiografische Geschichte über seine Arbeit in der City of London.

### Finanzen
1983 wurde Freud von der Börsenmaklerfirma Rowe & Pitman eingestellt. Später arbeitete er für SG Warburg, das von UBS übernommen wurde. Vor seiner Pensionierung war er stellvertretender Vorsitzender des Investment Banking bei UBS.
Sein Buch „Freud in the City“ beschreibt sein Leben als Bankkaufmann.

### Wohlfahrtspolitik
Im Jahr 2006 wurde Freud von Tony Blair gebeten, das britische Wohlfahrtssystem zu überprüfen. Der Daily Telegraph sagte, Blair sei „beeindruckt von seiner Rolle bei der Beschaffung von Finanzmitteln für Eurotunnel und EuroDisney“ bei UBS gewesen.
Freuds Bericht von 2007 – mit offiziellem Titel „Reducing dependency, increasing opportunity: options for the future of welfare to work“ oft aber nur „der Freud-Bericht“ genannt – forderte die stärkere Nutzung von privatwirtschaftlichen Unternehmen, die je nach Ergebnissen bezahlt werden würden, damit man erhebliche Ressourcen bereitstellt, zum einen Alleinerziehenden und Personen mit Arbeitsunfähigkeitsgeld wieder zurück zu der Arbeit zu helfen, und zum anderen für eine einmalige Zahlung des Arbeitsalters als Ersatz für Wohngeld, Arbeitslosengeld usw.
Seine zentrale These war, dass Ausgaben für „Lieferung“ – wie zum Beispiel Programme, um Menschen wieder zur Arbeit zu bringen – langfristig Geld sparen würden, weil weniger Menschen Geld in Form von Leistungen erhalten würden. Freud schrieb:

“given the active labour market policies now pursued in the UK, there is a close link between effective expenditure on employment programmes and expenditure on working age benefits. Effective spending by the Department on labour market policies or administration can result in real reductions in benefit expenditure (and vice versa).”

„Angesichts der aktiven Arbeitsmarktpolitik, die derzeit in Großbritannien verfolgt wird, besteht ein enger Zusammenhang zwischen den effektiven Ausgaben für Beschäftigungsprogramme und den Ausgaben für Leistungen im erwerbsfähigen Alter. Effektive Ausgaben des [DWP] für Arbeitsmarktpolitik oder -verwaltung können zu einer echten Reduzierung der Leistungsausgaben führen (und umgekehrt).“

Seine Ideen waren Vorboten des „Work Programme“ und des „Universal Credit“.
Der Daily Telegraph behauptete, dass „viele von [Freuds] Ideen dem heftigen Streit zwischen Herrn Blair, dem damaligen Premierminister, und Gordon Brown, seinem Kanzler, zum Opfer gefallen sind“.
Im Jahr 2008, während der Bankenkrise, die im vergangenen Jahr begonnen hatte, wurde Freud formeller Berater der von Gordon Brown geführten New Labour-Regierung. Der Daily Telegraph sagte, Freud sei dann gebeten worden, „bei der Umsetzung einer Revolution im Wohlfahrtsstaat mitzuwirken“, nachdem sich Labours Denken über das Leistungssystem grundlegend geändert habe.

## Belege
1. ↑  Chris Blackhurst: Lord Freud was a Tory time-bomb just waiting to explode. In: The Independent. 17. Oktober 2014, abgerufen am 19. Januar 2021 (englisch).
2. ↑  Jane Martinson: Confessions of an apologetic investment banker. In: The Guardian. 4. August 2006, abgerufen am 19. Januar 2021 (englisch).
3. 1 2  Christopher Hope: Lord Freud: former City banker with a reputation for gaffes. In: The Telegraph. 15. Oktober 2014, abgerufen am 19. Januar 2021 (britisches Englisch).
4. ↑  David Freud: Reducing dependency, increasing opportunity: options for the future of welfare to work – An independent report to the Department for Work and Pensions. Corporate Document Services, London 2007, ISBN 978-1-84712-193-6 (englisch, auch „Freud Report“ genannt). Abrufbar: Download. Archiviert vom Original am 9. Mai 2016; abgerufen am 24. April 2016.
5. ↑  David Freud: Reducing dependency, increasing opportunity: options for the future of welfare to work – An independent report to the Department for Work and Pensions. Corporate Document Services, London 2007, ISBN 978-1-84712-193-6, S. 67 (englisch, „Freud Report“). Zitiert nach Catherine Haddon: Making policy in opposition: the Work Programme, 2007-2010. Institute for Government, 2012, abgerufen am 19. Januar 2021 (englisch).
6. ↑  Rachel Sylvester, Alice Thomson: Welfare is a mess, says adviser David Freud. In: The Telegraph. 2. Februar 2008, abgerufen am 19. Januar 2021 (britisches Englisch).

| Personendaten    | Personendaten                                                     |
| ---------------- | ----------------------------------------------------------------- |
| NAME             | Freud, David, Baron Freud                                         |
| KURZBESCHREIBUNG | britischer Politiker (Conservative Party), Journalist und Manager |
| GEBURTSDATUM     | 24. Juni 1950                                                     |